# 1571 en science
| Années de la science : 1568 - 1569 - 1570 - 1571 - 1572 - 1573 - 1574    |
| Décennies de la science : 1540 - 1550 - 1560 - 1570 - 1580 - 1590 - 1600 |

Cet article présente les faits marquants de l'année 1571 en science.

## Événements
- Première mention d'un théodolite dans Pantometria, un manuel d'arpentage de Leonard Digges, publié à titre posthume par son fils Thomas[1].

## Publications
- Andrea Bacci : De Thermis, traité sur l'histoire et sur la qualité thérapeutique des eaux ;
- Jean Fernel : Thierapeutics umversalis libri septem, 1571, posthume ;
- Peder Sørensen : Idea medicinæ philosophicæ, 1571.
- Jacques Besson :  Livre premier des instruments mathematiques et mechaniques. (v. 1571).
- François Viète commence la publication de son Canon mathematicus dans lequel il donne des formules de trigonométrie plane et sphérique, ainsi que des tables de trigonométrie[2]

## Naissances

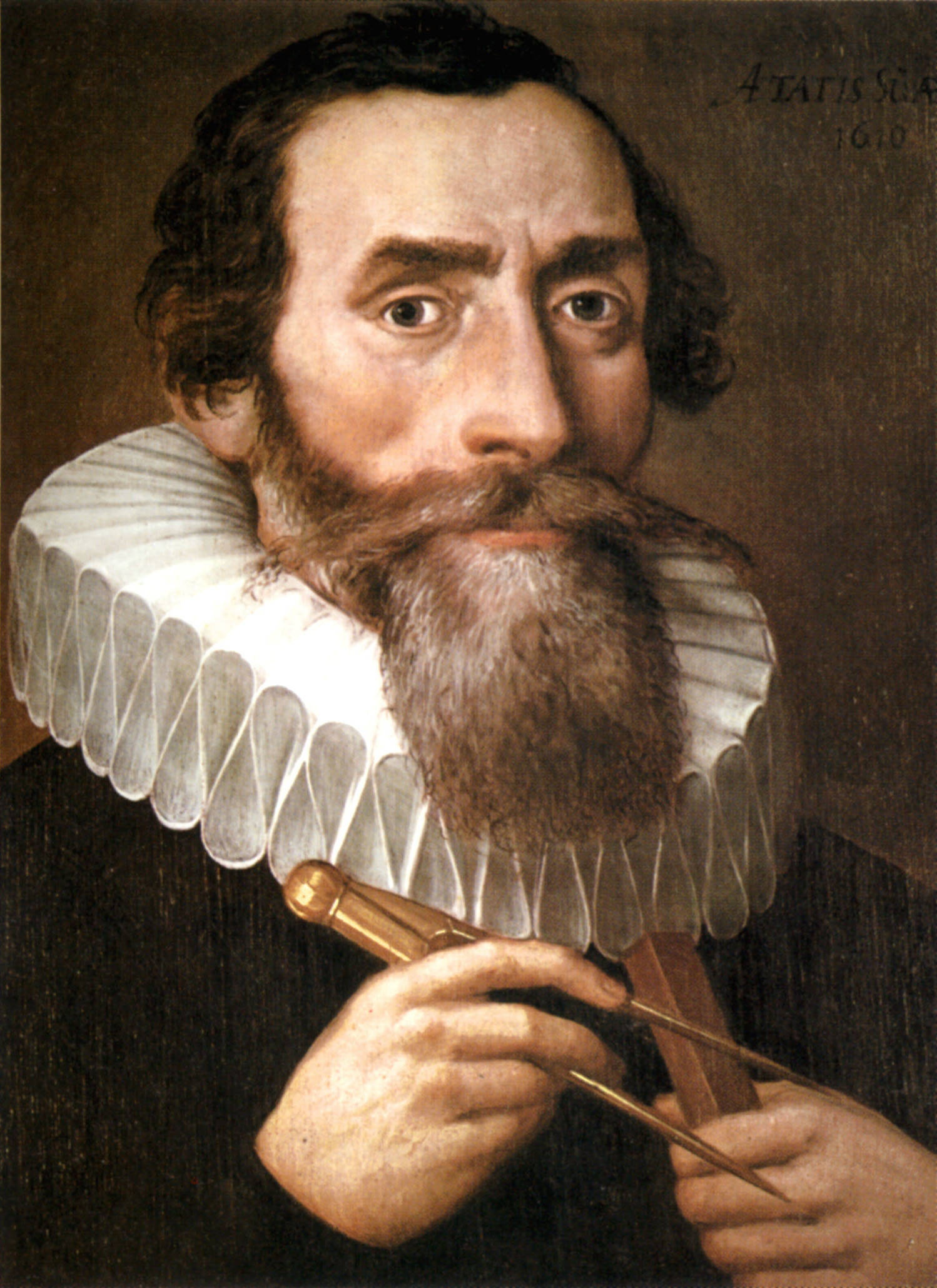
Johannes Kepler

- 22 avril : Giovanni Branca (mort en  1645), ingénieur et architecte italien.
- 19 juin : Giovanni Francesco Sagredo (mort en 1620), mathématicien italien.
- 9 décembre : Metius (mort en 1635), géomètre et astronome flamand.
- 27 décembre : Johannes Kepler (mort en 1630), astronome allemand.

- Willem Blaeu (mort en 1638), cartographe néerlandais.

- Frederick de Houtman (mort en 1627), explorateur néerlandais.
- David Rivault de Flurence (mort en 1616), homme de lettres et mathématicien français.

## Décès
- 24 mars : Bartolomeo Maranta (né vers 1500), médecin et botaniste italien.